# 석사
석사(碩士, 영어: Master's degree)는 대한민국과 중화권에서만 사용하는 한자어로, 대학교의 대학원 과정으로 학사 학위를 지닌 사람이 대학원의 석사과정의 일정 강의에 참석하고 소논문과 논문자격 시험을 통과하여 지도교수의 논문과정 이후 논문을 작성하고, 학위 심사에 제출하여 논문을 인정 받으면 얻는 학위이다. 일본에서는 박사 전기(博士前期) 혹은 연구과(研究科) 수사(修士)라고 한다.
단, 논문을 작성하지 않고 시험만으로 석사학위를 받는 과정도 있다. 동아시아에서 한국에서만 유독 석사의 학부생과의 구분이 엄격한 편이고, 다른 중화권 및 일본에서는 학사의 연장 선상으로 보는 경향이 강하다. 실제로 14억 인구에 매년 수능격인 가오카오를 1,000만여명이 응시하고 석사 진학시험에 그 중 60% 가량이 응시하는 중국 베이징의 석박사 졸업생은 학부생 졸업자 수를 추월했다.
대한민국에서는 학술 논문을 작성하는 학술 석사 학위과정과 학술 논문을 요구하지 않는 전문석사 학위 과정 등의 비학술 석사 학위 과정의 구별이 있으며, 일반 대학원 과정에서는 '학술 석사' 학위 과정을 제공하고 전문 대학원과 특수 대학원, 산업대학원 과정에서 전문 석사 학위를 포함한 '비학술 석사' 학위 과정을 운용한다. 일반 대학원의 학술 석사 과정은 각 학문별로 인문과 사회, 자연, 공학 등에 걸쳐 다양한 과정이 있는 반면, 전문대학원은 제한적이고 대부분 대학교에서 의학, 법학, 신학, 경영학, 국제학 등의 특별한 과정만 제공한다.
대한민국에서 석사 과정을 제공하는 대학원은 학술 학위 과정을 제공하는 일반 대학원과 비학술 학위 과정을 운용하는 특수대학원, 산업대학원, 전문대학원, 원격 대학원으로 구분한다. 대한민국에서 석사 학위명칭에서 학술 학위와 비학술 학위에 큰 차이는 없으나, 전문대학원은 전문 석사학위 명칭을 별도로 사용한다.

## 석사학위 종류
대한민국에서 석사학위는 학술 계열과 비학술 계열로 나뉜다. 학술 계열 석사학위는 대부분 일반 대학원이나 그에 준하는 연구기관에서 제공한다. 비학술 계열은 특수 대학원과 전문대학원, 산업대학원에서 제공한다.

### 학술 석사 학위
대한민국에서 학술 석사학위는 2년, 4학기 과정이며, 학위 명칭은 해당 학문명에 석사 학위명을 붙여서 사용한다. 석사 학위 취득을 하려면 3학기 세미나 과정과 1학기 논문과정, 논문자격시험을 통과하고, 학술 논문과 그에 준하는 연구성과를 제출하고 해당 교수 3명으로 이뤄진 논문심사위원이 인정해야 한다.
석사 과정부터는 해당 학문의 전공 분야가 있으므로, 전공분야를 별도로 표기하며, 논문에는 해당 분야의 전공을 별도로 기재한다.

### 비학술 석사 학위
대한민국의 비학술 석사학위는 특수대학원에서 시작하였고, 현재는 전문가를 육성하는 전문대학원으로 발전하였다. 현재 산업대학원은 사라지는 추세이다.
대한민국의 산업이 급발전하던 1960년대부터 행정과 경영, 법률 분야 등에서 재교육이나 추가교육에 대한 요구가 있었고 이로 특수대학원인 경영대학원이나 행정대학원, 법무대학원, 교육대학원 등을 대학에서 운영하였다. 현재까지도 전문적 분야의 재교육 형태의 특수대학원이 대학마다 여전히 있으나, 전문대학원의 등장으로 일부 특수대학원은 전문대학원으로 변화하는 추세이다.
전문대학원은 미국의 전문대학원을 모형으로 하며, 1980년대 개신교 목사 육성을 위한 3년제 신학대학원이 등장하며 국내에서 본격적으로 전문대학원이 알려지기 시작하였다. 당시에는 기독교 성직자를 위한 과정이므로 특수대학원의 변형 형태로 운영하도록 하였다. 21세기에 들와서 전문적 인력을 육성하고자 전문대학원 과정을 위한 법률을 개정하였고, 의학전문대학원과 법학전문대학원으로 의사와 변호사를 육성하는 전문대학원이 개설되었다. 현재는 이 이외에도 경영전문대학원과 신학전문대학원, 국제전문대학원, 한의학전문대학원, 치의학전문대학원 등의 다양한 전문인력을 육성하는 전문대학원이 있다. 이중 의학전문대학원은 4년으로 '의무석사' 학위를 제공하며, 법학전문대학원 3년으로 '법무석사' 학위를, 신학전문대학원은 3년으로 '목회학석사', 경영전문대학원은 2년으로 '경영학석사'를 제공한다. 그 외의 다양한 전문대학원에서 다양한 전문 석사 학위를 제공한다.
산업대학원은 말 그대로 기술관련 재교육을 위한 대학원이었으나 공학 분야의 발전과 다양한 기술을 바탕으로 하는 공학 석사 학위를 일반 대학원에서 제공하며 분야가 확장되어서 현재는 유명무실한 대학원과정으로 변화하였다. 현재 운영하는 대학원 2개 대학뿐이다.

## 석사 학위 취득 자격

### 학술 석사학위 취득
대한민국의 학술 석사 학위 과정은 정규 학사 학위가 있는 사람이 대학원에서 관련 학문의 심도 있는 연구를 위하여 입학하며 시작한다. 입학을 하기 위해서는 각 대학교의 대학원 입학 규정에 따라 서류심사와 입학시험 등이 있다. 정규 학사 학위는 대한민국 대학교의 4년제와 5년제, 6년제 학사학위를 의미한다. 학사 학위는 학과 별로 다르며, 대부분의 인문과 사회, 공학, 자연 학과들은 4년제 학사 학위과정을 운용한다. 응용 학문 분야인 건축학과 5년과 의학과 6년 등이 있다.
석사학위 지원자가 일반 대학원에 입학하면, 우선적으로 대학원에서 기초 과목을 이수하였는지 확인한다. 해당 석사 학위와 유사한 학과 학사 학위나 동일한 학과인 경우에는 문제가 없으나, 학사와 석사 학과가 다른 경우인 역사학과 출신이 경영학 석사에 지원하는 경우에는 지원자가 학부과정에서 경영학 기초과목인 경영수학이나 기초통계학 등을 이수하지 못하였으므로 대학원 과정을 진행하며 경영학 학부 과정의 기초과목을 반드시 이수해야 한다.
석사 강의 과정 강좌나 세미나 형태로 4학기 중 3학기이다. 강좌 형태로 교수가 처음부터 끝까지 강의하는 형태도 있으나 이와 달리 세미나 형태로 강의를 진행기도 한다. 교수가 자신이 연구한 분야나 최신 이론을 소개하는 대학원 수준의 전문적 강의를 하는 과목도 있으며, 학과마다 차이가 있으나 대부분 1명에서 3명 정도가 각 강의 시간마다 할당된 논문과 교재부분을 정리하여 발표하고, 참석자가 질의 응답하고, 교수가 추가적인 설명이나 방향을 제시하는 세미나로 진행하기도 한다. 특히 세미나에서 교수는 발표자에게만 질문하지 않고, 발표중에도 참석자들에게 질문을 하거나 의견을 묻는다. 따라서 참석자가 강의 시간에 할당된 논문과 교재를 미리 숙지하지 않고 출석해 교수의 질문에 자신의 의견을 개진하지 못하거나 대답을 못할 경우에 좋은 성적을 기대하기 어렵다.
과목별 시험은 강좌 형태의 강의는 대부분 중간고사와 기말고사가 있다. 세미나 형태의 강의는 중간고사가 있거나 없으며, 기말고사를 대신해 소논문을 제출해야 한다.
논문자격시험은 대체로 3학기에 응시하며, 학과 전공마다 중요한 과목으로 3과목 전후로 시험을 치른다. 석사과정의 논문자격시험은 박사과정과 달리 미리 지정해준 수준만 공부하면 대부분 논문 자격 시험을 통과한다. 1회차에 과락한 경우, 과락한 과목의 2회차 시험에 추가 비용을 지급하고 지원할 수 있다.

## 학위명
박사 학위의 약자는 Ph.D.인 데 반해 학사 학위는 B.S.와 B.A., B.E., 석사 학위의 약자는 M.S.와 M.A., M.E.가 혼재되어 있다. M.S.는 Master of Science이고 M.A.는 Master of Arts, M.E.는 Master of Engineering이라는 뜻이다. M.S. 학위는 Science가 의미하는 바와 같이 수학, 자연 과학을 포함하는 순수 과학과 공학을 포함하는 응용 과학의 관련 학과에서 수여된다. M.A.에서의 Arts는 인문학이라는 뜻으로 번역할 수 있는데, 그래서 인문학 쪽에 많이 수여된다. 공학에서는 석사학위를 Master of  학과명을 사용한다. 예를 들면 Master of Civil Engineering 또는 Master of Electronic Engineering이다. Degree of Master라고도 사용하기도 한다. 공학에서 박사학위는 Doctor of 학과명을 사용한다. 예를 들면 Doctor of Civil Engineering, Doctor of Electronic Engineering이다. Degree of Doctor라고도 사용하기도 한다.
한편 한국에는 흔하지 않지만 외국에서 사용하는 석사 학위로 M.Phil.이 있다. M.Phil.이란 Master of Philosophy이다. Master of Science는 대개 M.Sc.로 축약하여 쓴다. 두 과정 모두 논문을 통해 졸업하는 것은 동일하지만,국가별 그리고 학교별로 표현이 상이하다. 영국의 잉글랜드 소재 옥스퍼드 대학교나 캠브리지 대학교에서는 M.Phil.을 논문을 통과한 석사 학위로 표기하고, 논문을 통과 못할 경우 PD(Postgraduate Degree)를 통해 수료를 표기한다. Master of Science는 영국 잉글랜드 지역의 경우, 이학 석사이지만, 스코틀랜드, 아일랜드 및 웨일스 지역에서는 논문을 통과할 경우, 일반적으로 M.Sc.를 수여한다(전문대학원 계열은 대신 M.Litt.을 수여하는 경우도 있다). 졸업을 못할 경우 마찬가지로Postgraduate Degree를 통해 수료에 준하는 표기를 한다.
영연방 국가들내에서는 M.Phil.이나 M.Sc. 모두 전공을 불문하고 일반대학원의 정규과정일 경우, 'M.Phil in 전공'이나 'M.Sc in 전공'으로 명확히 표기하는 경향이 있다. 따라서 석사의 표기 방식이 다를뿐, 철학 석사나 이학 석사로 번역되는 것은 바람직하다고 보기 어렵다. 궁극적으로 석사과정은 수강과 연구를 통한 논문작성이 복합되는 것이 대부분이고, 실제로는 학교와 전공특성에 따른 차이로 학위명이 구분된다.
M.F.A는 Master of Fine Arts의 약자로, 예술분야에서 실기와 연동된 석사학위를 의미한다.

## 같이 보기
- 학사
- 박사
- 과학 석사
- 인문사회 석사
- 의무박사
- 법무박사
- 경영학 석사 (MBA)